# Campeonato de Oceanía de Judo de 1985
El X Campeonato de Oceanía de Judo se celebró en Auckland (Nueva Zelanda) en 1985 bajo la organización de la Unión de Judo de Oceanía.
En total se disputaron dieciséis pruebas diferentes, ocho masculinas y ocho femeninas.

## Resultados

### Masculino
| Evento            | Oro                          | Plata                          | Bronce                                                          |
| ----------------- | ---------------------------- | ------------------------------ | --------------------------------------------------------------- |
| –60 kg            | Gino Ciampa Australia        | Richard Kent Nueva Zelanda     | Jean-Jaques Mori Nueva Caledonia Serge Pouillen Nueva Caledonia |
| –65 kg            | Warren Rosser Australia      | Gary Banks Australia           | J. Fermington Nueva Caledonia Steve Corkin Nueva Zelanda        |
| –71 kg            | Michael Young Australia      | John Moody Nueva Zelanda       | Chris Smith Nueva Zelanda H. Kosake Nueva Caledonia             |
| –78 kg            | Bill Vincent Nueva Zelanda   | Graeme Spinks Nueva Zelanda    | Shaun O’Leary Nueva Zelanda Greg Spice Australia                |
| –86 kg            | Geoffry Watson Nueva Zelanda | Greg Matthews Australia        | T. McPherson Australia Chris Reynolds Nueva Zelanda             |
| –95 kg            | Mike Smith Nueva Zelanda     | Steven Doherty Australia       | Wayne Watson Nueva Zelanda Dean Lampkin Australia               |
| +95 kg            | Laurent Villiers Francia     | Clinton Rickards Nueva Zelanda | Ray Matthews Australia                                          |
| Categoría abierta | Steven Doherty Australia     | Clinton Rickards Nueva Zelanda | Eddie Armien Nueva Caledonia Mike Smith Nueva Zelanda           |

### Femenino
| Evento            | Oro                            | Plata                           | Bronce                                                 |
| ----------------- | ------------------------------ | ------------------------------- | ------------------------------------------------------ |
| –48 kg            | Cathy Brain-Grainger Australia | Lois Walker Nueva Zelanda       | Brenda Leftly Nueva Zelanda                            |
| –52 kg            | Christina-Ann Boyd Australia   | Debbie Ann Van Hoek Australia   | Victoria Brown Australia                               |
| –56 kg            | Suzanne Williams Australia     | Marguerita Fuentealba Australia | A. Tangira Nueva Zelanda                               |
| –61 kg            | Donna Guy Nueva Zelanda        | Leah Smith Nueva Zelanda        | Anne Marie Pepper Australia                            |
| –66 kg            | Kerrye Katz Australia          | Helen Lewis Australia           | Tracey Downs Nueva Zelanda                             |
| –72 kg            | Sheryl Trevena Australia       | Ishiri Lagah Nueva Zelanda      | V. Gvozdanovic Australia                               |
| +72 kg            | L. Famer Australia             | —                               | —                                                      |
| Categoría abierta | Suzanne Williams Australia     | Donna Guy Nueva Zelanda         | Christina-Ann Boyd Australia Janet Poole Nueva Zelanda |

## Medallero
| Núm. | País            | Oro | Plata | Bronce | Total |
| ---- | --------------- | --- | ----- | ------ | ----- |
| 1    | Australia       | 11  | 6     | 8      | 25    |
| 2    | Nueva Zelanda   | 4   | 9     | 10     | 23    |
| 3    | Francia         | 1   | 0     | 0      | 1     |
| 4    | Nueva Caledonia | 0   | 0     | 5      | 5     |
|      | TOTAL           | 16  | 15    | 23     | 54    |